# フアン・マルティン・エルナンデス
フアン・マルティン・エルナンデス（Juan Martín Hernández 1982年8月7日 - ）は、アルゼンチン、ブエノスアイレス出身の元ラグビー選手。El Mago(スペイン語で魔術師)の愛称で知られる。2018年現役を引退。

## 来歴
アルゼンチンの首都・ブエノスアイレスにて誕生。愛称はJuanitoとして親しまれている。
彼の姉はアルゼンチン代表のホッケーの選手。叔父パトリシオ・エルナンデス(Patricio Hernández)は、元サッカー選手で1982年スペインワールドカップでアルゼンチン代表としてディエゴ・マラドーナと一緒にプレイしていたことがあった。そういうこともあり、ファン・マルティン自身もサッカー好きで、好きなチームはリーベルプレートでマラドーナのファン。
フアン・マルティンの少年時代(12～13歳ごろ)、地元のクラブで数々のクラブからスカウトを受けるほど、将来、有望なサッカー選手だった。その当時はマラドーナが監督をつとめるクラブでプレイしていた。しかし、フアン・マルティンの父が偉大なラグビー選手だったこともあり、父と同じ道を歩くことに。
選手生活のスタートは地元のクラブ。たちまち、頭角を現し、2003年6月、パラグアイとの試合で、アルゼンチン代表に初招集。2003年度のワールドカップに選出され、活躍が認められた。その後もコンスタントに招集され、2007年度のワールドカップスコッドにも選出されると、過去最高の3位となったアルゼンチン代表に大きく貢献し大きなインパクトを残した。
2004年度から、フランスの強豪スタッド・フランセに移籍して、瞬く間に主力選手に成長。
2006-2007シーズン、スタッド・フランセが優勝した際、最優秀選手としてノミネート。イングランド1部プレミアシップのレスター・タイガースに移籍の噂がちらほらと立っていたが、2009年、南半球のナタル・シャークス(南アフリカ)に移籍が決まった。
2010年からはフランストップ14のラシン・メトロ92(現ラシン92)でプレー。2011年のワールドカップニュージーランド大会は怪我のためスコッド落ちした。2015年、イングランドで開催されたワールドカップに出場。2016年からはスーパーラグビーに新たに参戦したアルゼンチンのチームハグアレスでプレーした。
2018年、怪我のため現役を引退することを表明した。